# Data Communications Equipment

Schemat wymiany danych cyfrowych pomiędzy dwoma urządzeniami typu DTE (np. pomiędzy dwoma komputerami) za pomocą dwóch modemów (DCE) i sieci telefonicznej

Data Communications Equipment (DCE – urządzenie komunikacyjne transmisji danych) – urządzenie komunikacyjne zakończenia obwodu danych umożliwiające urządzeniom końcowym (DTE) dostęp do łączy telekomunikacyjnych. Urządzenia DCE pośredniczą w wymianie danych między DTE, dostosowując standard transmisji wykorzystywany przez DTE do warunków panujących w łączu komunikacyjnym. 
W zależności od dostawców, przyjęły się dwie popularne nazwy DCE: urządzenie komunikacyjne (według nazewnictwa EIA) oraz urządzenie zakończenia obwodu danych (według nazewnictwa ITU-T). 
DCE to urządzenia i połączenia sieci komunikacyjnej będące sieciową stroną interfejsu użytkownik-sieć. Zapewniają fizyczne połączenie z siecią, służą do przekazywania danych i dostarczania sygnału taktowania służącego do synchronizacji transmisji danych pomiędzy urządzeniami DCE i DTE. Typowymi urządzeniami DCE są modemy i karty interfejsów.
Do połączenia urządzeń DTE z siecią wykorzystywane są właśnie urządzenia typu DCE. DTE to zwykle terminal lub komputer. Ogólnie rzecz biorąc, DCE jest dostawcą usługi, natomiast DTE to podłączone urządzenie.